# Ben English
Ben English es un actor pornográfico inglés y fundador y propietario de la agencia de talentos adultos LA Direct Models y Miamp Direct Models. Se semi-jubiló de actuar a finales de la década de los 2000 después de aparecer en casi 800 películas. Sin embargo, desde entonces ha aparecido en varias películas. Apareció recientemente en Top Guns de Digital Playground, estrenado el 8 de marzo de 2011.
Antes de fundar LA Direct Models en 2000, English trabajó como stage manager en Londres para actos incluyendo The Rolling Stones, Queen, y Metallica.

## Premios
- 2004 XRCO Award – Mejor Nuevo Semental[5]
- 2004 AVN Award – Mejor Hombre Recién Llegado[6]
- 2009 AVN Award – Mejor Actor de Reparto (Pirates II: Stagnetti's Revenge)[7]
- 2014 AVN Hall of Fame[cita requerida]